# Ruperto Chapí y Lorente
Ruperto Chapí y Lorente (* 27. März 1851 in Villena, Provinz Alicante; † 25. März 1909 in Madrid) war ein spanischer Komponist.

## Leben
Bereits im Alter von sieben Jahren erhielt er Unterricht für Flöte und Klarinette. Später spielte er Kornett im Blasorchester seiner Stadt. Die Banda Municipal de Alicante dirigierte er mit 15 Jahren. Im Alter von 16 Jahren ging er zum Studium an das Konservatorium nach Madrid, wo er bei Miguel Galiana Harmonielehre und bei Emilio Arrieta Komposition studierte. Danach wurde er zunächst Dirigent eines Blasorchesters eines Artillerie Regiments. Dann studierte er in Paris am Konservatorium. Einige Jahre später ging er nach Rom, um seine musikalische Ausbildung zu vervollständigen. 
1878 kehrte er nach Spanien zurück. Obwohl seine erste Zarzuela schon 1867 entstand, feierte er nach seiner Rückkehr aus Rom große Erfolge mit dieser besonderen Form der Bühnenmusik in Spanien. In der Folge erschienen jährlich ein bis zwei Zarzuelas von ihm, die ihm großen Ruhm einbrachten. In seinem Œuvre befinden sich daneben auch Opern, Orchesterwerke, Blasorchesterwerke und Kammermusik.

## Werke (Auswahl)

### Werke für Orchester
- 1879 Fantasia'eda Morisca
- 1879 Polaca di concierto
- 1879 Symphony in D
- Los gnomos de la Alhambra Sinfonische Dichtung

### Werke für Blasorchester
- Fantasia "La Revoltosa"

### Oratorien
- Los Angeles

### Bühnenwerke
- 1871 Abel y Caín Zarzuela
- 1874 Las naves de Cortés Oper
- 1878 La hija de Jefté Oper
- 1878 Roger de Flor Oper
- 1880 M'fasica cl'e1sica Zarzuela
- 1880 La calandria Zarzuela
- 1880 Madrid Zarzuela
- 1881 Las dos hurfanas Zarzuela
- 1881 La calle de Carretas
- 1881 La Serenata Oper
- 1882 La tempestad Zarzuela

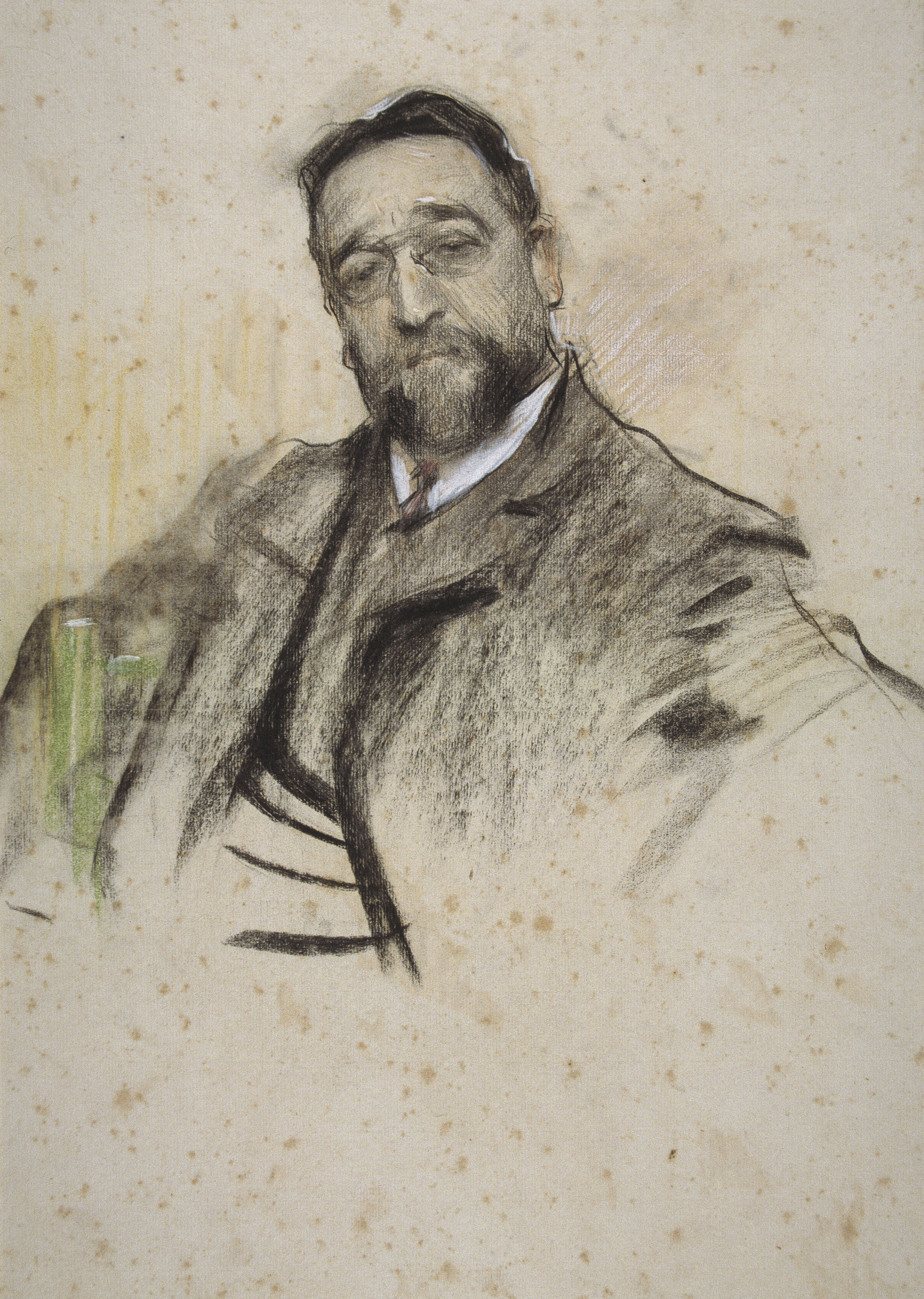
Chapí von Ramon Casas (MNAC)

- 1884 El milagro de la Virgen Zarzuela
- 1887 La bruja Zarzuela
- 1889 Las hijas del Zebedeo Zarzuela
- 1889 El cocodrilo Zarzuela
- 1890 Pepe Gallardo Zarzuela
- 1891 El rey que rabió Zarzuela en 3 actos
- 1894 El tambor de granaderos Zarzuela
- 1896 Las bravías Zarzuela
- 1897 La Revoltosa Zarzuela
- 1898 La Chavala Zarzuela
- 1898 Curro Vargas Zarzuela
- 1900 El barquillero Zarzuela
- 1902 Circe Oper
- 1901 Quo vadis? Zarzuela
- 1902 El puñao de rosas Zarzuela
- 1902 La venta de Don Quijote Zarzuela
- 1907 La patria chica Zarzuela
- 1909 Margarita la Tornera. Oper in 3 Akten. Libretto: Carlos Fernández-Shaw. UA Februar 1909 Madrid